# Hospital militar

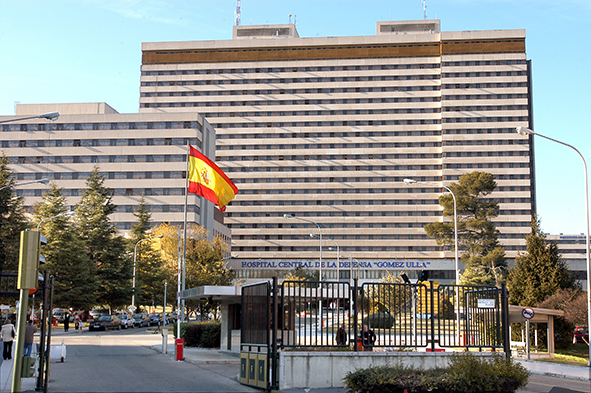
Hospital Central de la Defensa Gómez Ulla (Madrid - Espanya).

Un hospital militar és un centre sanitari que està reservat per a l'atenció del personal militar, els seus familiars i altres usuaris autoritzats. Presta assistència d'especialitats mèdiques i quirúrgiques, de diagnòstic i tractament en règim d'hospitalització, ambulatori o en servei d'urgències. Alguns hospitals militars tenen convenis amb altres institucions per oferir els seus serveis sanitaris també a la població cívil.

## Localització

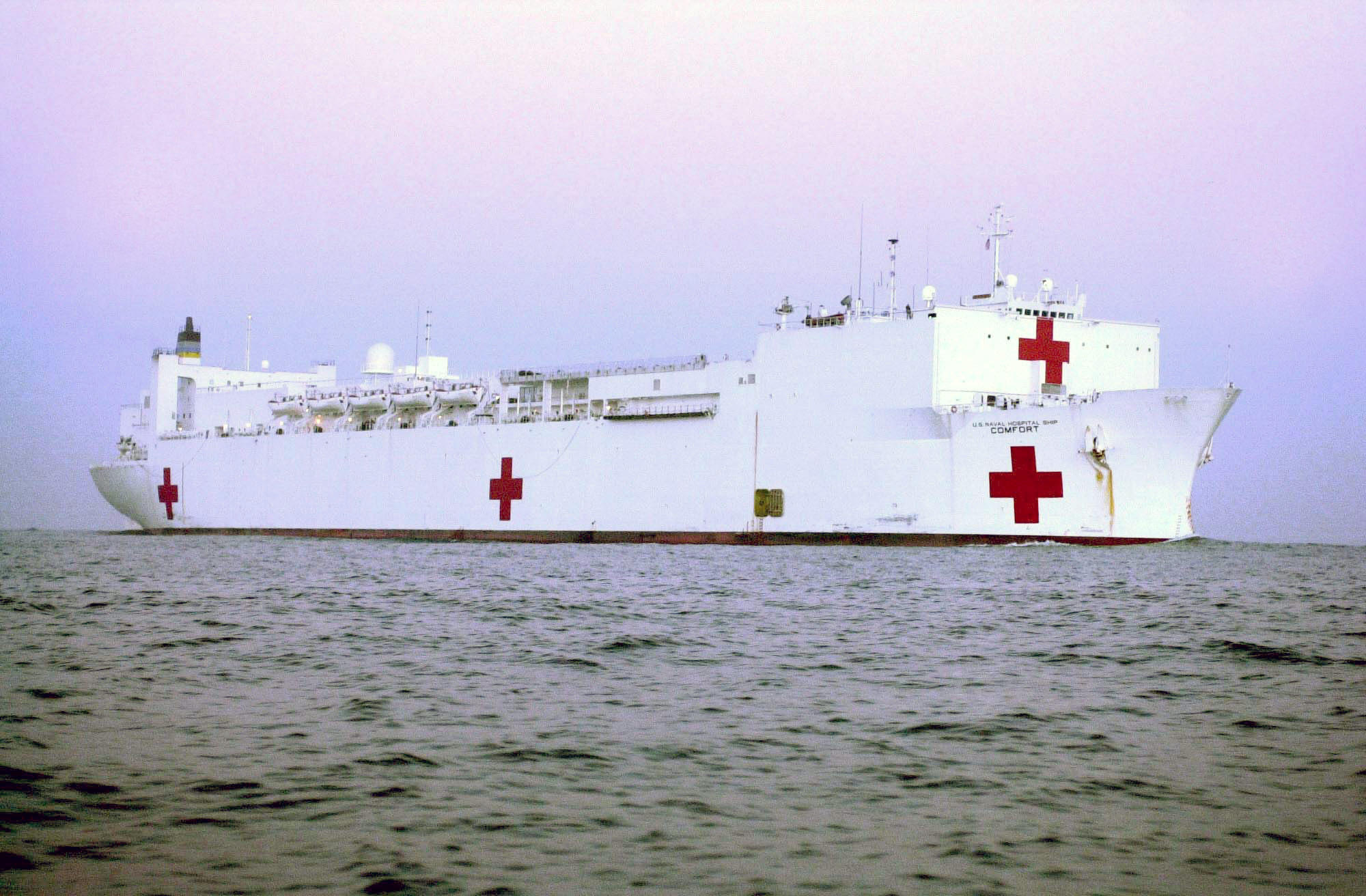
Vaixell hospital USNS Comfort del Military Sealift Command.

Pot estar situat en una base militar, o prop del camp de batalla (hospital de sang o hospital de campanya) o en una ciutat. Els hospitals navals, administrats per l'armada de cada país, solen estar en situats en ciutats costaneres o en un vaixell hospital en el mar. En el Regne Unit i Alemanya els hospitals militars van ser tancats, i els militars solen ser tractats en un ala especial d'un hospital civil assignat.